# Gyge ovalis
Gyge ovalis är en kräftdjursart som först beskrevs av Sueo M. Shiino 1939.  Gyge ovalis ingår i släktet Gyge och familjen Bopyridae. Inga underarter finns listade i Catalogue of Life.